# Nomada duplex
Nomada duplex är en biart som beskrevs av Smith 1854. Nomada duplex ingår i släktet gökbin, och familjen långtungebin. Inga underarter finns listade i Catalogue of Life.